# 車熙林
車熙林（：／ Cha Hui-rim，1953年—），北韓政治家，任職平壤市人民委員會委員長（市長）、最高人民會議法制委員會委員及代議員。

## 生平
車熙林曾任職首都建設部黨組織書記。2011年10月，獲委任為該市的黨委書記。翌年9月，晉升為人民委員會的委員長。兩個月後，被起用為國家體育指導部委員。2014年3月的最高人民會議選舉中，首次當選為代議員。一個月後，他又被任命為議會的法制委員會委員。

## 資料來源
1. 1 2 3  .   [2014-05-02]. （原始内容存档于2016-03-05）.
2. ↑  "北 평양시 인민위원장 차희림으로 교체" 的存檔，存档日期2014-05-02. 《韓國日報》 2012 9 14